# Saint-Sérotin
Saint-Sérotin é uma comuna francesa na região administrativa de Borgonha-Franco-Condado, no departamento de Yonne. Estende-se por uma área de 14,21 km². Em 2010 a comuna tinha 576 habitantes (densidade: 40,5 hab./km²).